# Pablo Birger
Pablo Birger (Buenos Aires, 7 de janeiro de 1924 – Buenos Aires, 9 de março de 1966) foi um automobilista argentino que disputou apenas 2 provas, realizadas em 1953 e 1955 no seu país natal.
Morreu aos 42 anos, num acidente de trânsito.